# Цешанув (гмина)
Цешанув (пол. Cieszanów) — городско-сельская гмина (волость) в Польше, входит как административная единица в Любачувский повет, Подкарпатское воеводство. Население — 7260 человек (на 2004 год).

## Демография
| Перепись                       | Всего   | Всего | Женщины | Женщины | Мужчины | Мужчины |
| ------------------------------ | ------- | ----- | ------- | ------- | ------- | ------- |
| Единицы                        | человек | %     | человек | %       | человек | %       |
| Население                      | 7260    | 100   | 3604    | 49,6    | 3656    | 50,4    |
| Плотность населения (чел./км²) | 33,1    | 33,1  | 16,4    | 16,4    | 16,7    | 16,7    |